# Quế Đông

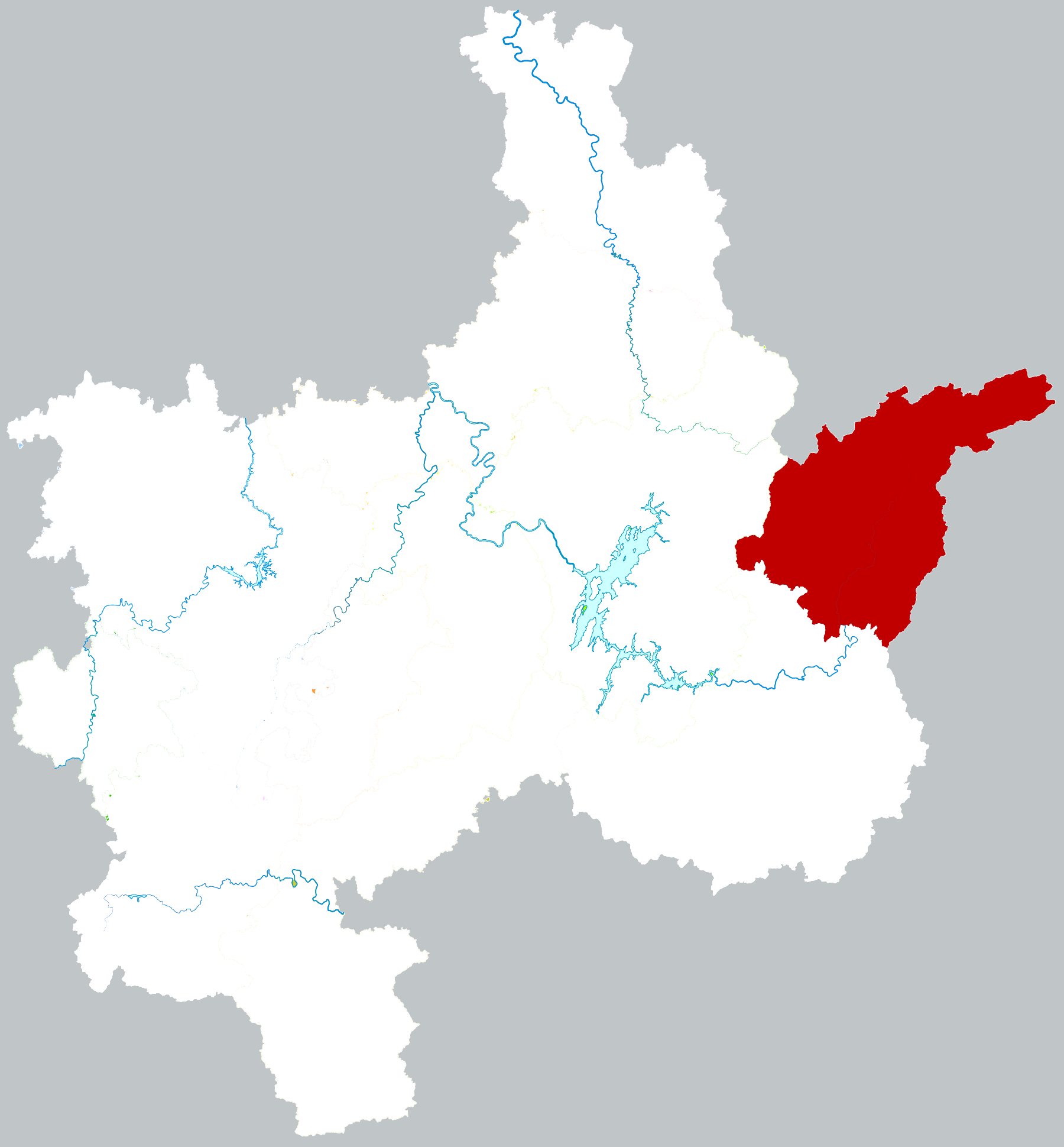
Quế Đông

Quế Đông (chữ Hán giản thể: 桂东县) là một huyện thuộc địa cấp thị Sâm Châu tỉnh Hồ Nam, Cộng hòa Nhân dân Trung Hoa. Huyện này có diện tích 1453 ki-lô-mét vuông, dân số năm 2003 là 170.000 người. Mã số bưu chính là 423500. Chính quyền huyện đóng ở trấn Thành Quan. Về mặt hành chính, huyện này được chia thành 3 trấn, 15 hương và 1 lâm trường. Tổng cộng có 145 ủy ban thôn, 10 ủy ban dân cư, 1527 tiểu tổ.
- Trấn: Thành Quan, Sa Điền, Thanh Tuyền.
- Hương: Kiều Đầu, Hàn Khẩu, Hoàng Động, Tam Động, Tăng Khẩu, Trại Tiền, Lưu Nguyên, Đại Đường, Tân Phường, Phổ Nhạc, Đông Lạc, Bá Khê, Đại Thủy, Thanh Sơn, Tứ Đô.
- Lâm trường Tống Bình.